# Andrômeda XV
Andrômeda XV é uma galáxia anã esferoidal que está localizada na constelação de Andrômeda. Esta galáxia é um satélite da Galáxia de Andrômeda (M31). Andrômeda XV foi descoberta no ano de 2007.